# Стародубський полк
Стародубський полк — адміністративно-територіальна і військова одиниця Гетьманщини. Утворений 1663. Полковий центр — місто Стародуб (нині на території Росії).

## Історія

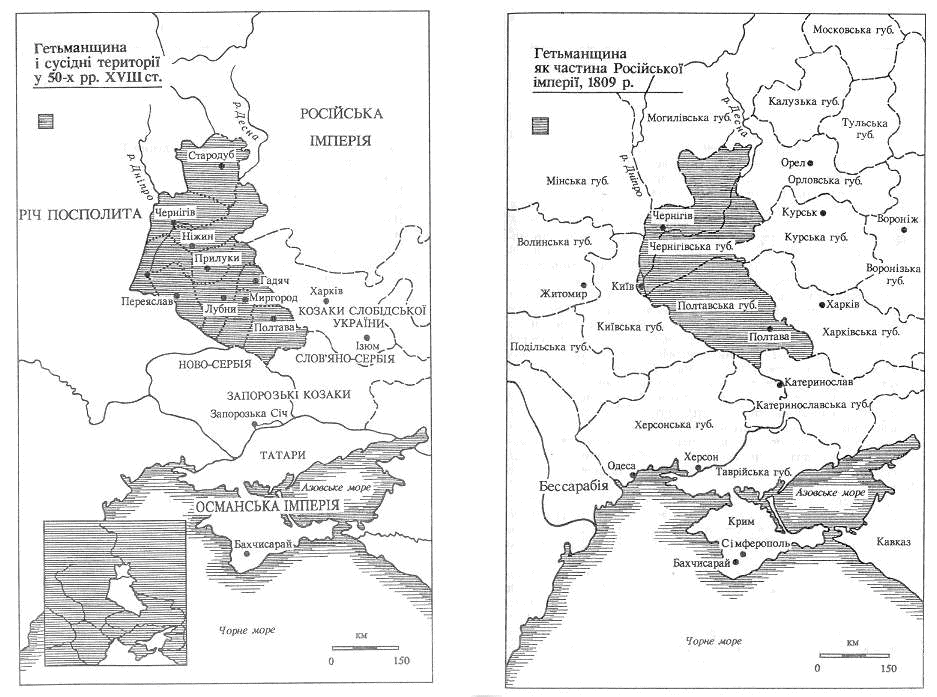
Стародубський полк у складі Гетьманщини в 50-ті роки XVIII ст. (зліва)
Територія Стародубщини у складі Чернігівської губернії у 1809 році. (справа)

До 1663 року знаходився у складі Ніжинського полку. Був створений внаслідок адмінреформи Івана Брюховецького опісля подій 1663-го, зокрема страти Васюти та політики послаблення його прихильників. У 1663 Стародубський полк виділений з Ніжинського полку і безпосередньо підпорядкований гетьману. Першим повноважним полковником став Петро Рославець (1663, 1668—1676).
Спочатку складався з 10 сотень, зокрема:
- Мглинської,
- Новгород-Сіверської,
- Погарської,
- Полкової,
- Топальської,
- Почепської,
- Шептаківської,
- Новоміської,
- Бакланської,
- ІІ-ї Стародубської.

Тривалий час полк очолювали полковники: Григорій Коровка-Вольський (1678—1680), Семен Самойлович (1680—1685), Яків Самойлович (1685—1687), Михайло Миклашевський (1689—1706), Іван Скоропадський (1706—1708), Лук'ян Жоравка (1709—1719) та інші. У XVIII ст. призначалися полковники з росіян — Іван Кокошкін (1723—1724), Ілля Пашков (1724—1728), Олександр Дуров (1730—1734). Серед полкової старшини були — родини Ханенків, Рославців, Миклашевських, Рубців, Косачів, Максимовичів та інші.
В 1759—1761 рр. керівництво Стародубським полком було колегіальним. Керували Дублянський Олександр Павлович та Миклашевський Петро Андрійович.
Прикордонне розташування полку визначало постійну присутність на його території великої кількості козацьких та царських військ, які утримувало місцеве українське населення. На відміну від близьких до Запорожжя південних полків у Стародубському полку міцні позиції займала українська шляхта і козацька старшина. На території полку знаходилося багато міст, які мали магдебурзьке право (Стародуб, Почеп, Погар, Мглин, Новгород-Сіверський).
Великими земельними угіддями на території полку володіла Києво-Печерська лавра. Після церковної реформи патріарха Никона у Московській державі у кінці 1660-х років на території Стародубського та сусіднього Чернігівського полків виникло 16 слобід переселенців-старообрядців (розкольників).
Стародубський полк був найбільшим у Гетьманщині постачальником на зовнішній ринок прядива, конопляної олії, меду, віску, хутра.
На 1782 до складу полку входили сотні: дві полкові Стародубські, дві Почепські, Новоміська, Топальська, Мглинська, Бакланська, Погарська, Новгородська і Шептаківська. В той час на території Стародубського полку були 4 міста, 3 містечка і 1118 сіл.
У зв'язку з остаточним скасуванням російським урядом полкового устрою у Лівобережній Україні Стародубський полк у 1782 ліквідовано, з козаків утворено полк російської армії, а його територія увійшла до складу Новгород-Сіверського намісництва (1782).
У 1783 на основі Стародубського козацького полку сформовано Стародубський 34-й драгунський полк.
1919 року в ході Радянсько-української війни територія Стародубщини була анексована на користь РРФСР і тепер знаходиться у складі Брянської області (Російська Федерація).

## Полковники

### Наказні полковники Стародубського полку у складі Ніжинського (1654—1663)
З 1654 по 1663 рік Стародубський полк існував як частина Ніжинського полку Гетьманщини, а його полковники носили найменування наказних полковників.
- Панас Єремієнко (1654)
- Тиміш Оникієнко (1655)
- Михайло Рубець (1656)
- Іван Гуляницький (1657)
- Яцько Обуйноженко (1657)
- Петро Рославець (1660—1663)

### Стародубські полковники (1663—1782)
1663 року Стародубський полк став окремою, повноправною територіально-військовою одиницею у складі Української Гетьманщини. У такому стані він перебував понад сто років, до 1782 року, коли його було ліквідовано російським урядом, разом з усіма установами Гетьманщини.
- Петро Рославець (1663—1663)
- Іван Плотник (Терник) (1663—1665)
- Олександр (Лесько) Острянин (1665—1666)
- Михайло Небаба (1666—1667)
- Петро Рославець (1668—1672)
- Сава Шумейко (1672—1672)
- Петро Рославець (1672—1676)
- Тиміш Олексіїв (1676—1678)
- Федір Мовчан (1678—1678)
- Григорій Коровка-Вольський (1678—1680)
- Семен Самойлович (1680—1685)
- Яків Самойлович (1685—1687)
- Тиміш Олексіїв (1687—1689)
- Михайло Миклашевський (1689—1706)
- Іван Скоропадський (1706—1708)
- Лук'ян Журавко (1709—1719)
- Іван Кокошкін (1723—1724)
- Ілля Пашков (1724—1728)
- Семен Галецький, Опанас Єсимонтовський, Степан Максимович (1728—1730)
- Олександр Дуров (1730—1734)
- Афанасій Радищев (1734—1741)
- Федір Максимович (1741—1756)
- Яким Борсук (1757—1759)
- Дублянський Олександр Павлович та Миклашевський Петро Андрійович (1759—1761)
- Степан Карнович (1762)
- Юрій Хованський (1763—1767)
- Яків Завадовський (1778—1782)